# Rottenbiller István
Rottenbiller István (1940 – 2007. március 22.) labdarúgó, csatár, masszőr.

## Pályafutása
1960 és 1973 között a Csepel labdarúgója volt. 1960. szeptember 17-én mutatkozott be az élvonalban a Bp. Honvéd ellen, ahol 0–0-s döntetlen született. Az élvonalban 250 bajnoki mérkőzésen 55 gólt szerzett. Egy térdsérülés vetett véget labdarúgó karrierjének. Ezt követően a Csepel SC-ben utánpótlás edző, majd 1997-ig az elsőcsapat gyúrója volt.

## Sikerei, díjai
- Magyar bajnokság
  - 5.: 1957-tavasz, 1968